# Status quo (termin)
Status quo (łac.) – termin prawniczy oznaczający obecny stan polityczno-prawny. Przeciwieństwo status quo ante – dawniejszego stanu.